# Sabine Weiss
Pour les articles homonymes, voir Weiss.
Sabine Weiss, née Sabine Weber le 23 juillet 1924 à Saint-Gingolph et morte le 28 décembre 2021 à Paris, est une photographe d’origine suisse naturalisée française en 1995.
Elle est l’une des principales représentantes du courant de la photographie humaniste française, aux côtés de Robert Doisneau, Willy Ronis, Édouard Boubat et Izis.

## Biographie

### Jeunesse et formation
Le père de Sabine Weiss est ingénieur chimiste et fabrique des perles artificielles à partir d’écailles de poissons. La famille demeure à côté du poste frontière à Saint-Gingolph, qu’elle quitte alors qu’elle est encore enfant. Attirée très jeune par la photographie, elle dit elle-même : « J'ai pris conscience très jeune que la photographie serait mon moyen d'expression. J'étais plus visuelle qu'intellectuelle… Je n'étais pas très douée pour les études. J'ai quitté le lycée, je suis partie un jour d'été à bicyclette ». Sabine Weiss commence à photographier en 1935 à l’âge de 11 ans avec un appareil photo acheté avec son argent de poche. Son père la soutient dans son choix, et elle apprend plus tard la technique photographique, de 1942 à 1946, auprès de Paul Boissonnas, fils de Frédéric  Boissonnas, photographe de studio à Genève. Elle obtient son diplôme en 1945[réf. nécessaire].

### Paris
Elle s'installe à Paris en 1946 et devient l’assistante de Willy Maywald : « Quand je suis venue à Paris, j'ai pu travailler chez Willy Maywald à qui un ami m'avait recommandée. J'y ai travaillé dans des conditions inimaginables aujourd'hui, mais avec lui j'ai compris l'importance de la lumière naturelle. La lumière naturelle comme source d'émotion ». Willy Maywald travaillait à cette époque au premier étage d’une remise du 22, rue Jacob qui appartenait à un antiquaire, il n’y avait ni l’eau ni le téléphone. Ce travail lui permet pourtant de côtoyer le Tout-Paris de l’époque. Elle assiste ainsi à l’ouverture de la maison Dior et à la présentation de la première collection au 37, avenue Montaigne. En 1949, elle rencontre le peintre américain Hugh Weiss, qu’elle épouse le 23 septembre 1950 ; le couple adoptera une fille. Elle ouvre alors son propre studio. Ses photographies témoignent de l’optimisme des années d’après-guerre : « C'était une belle période. Nous étions entre la fin de l'occupation allemande et le début de l'américanisation. Les gens sortaient d'une terrible épreuve et pensaient pouvoir tout rebâtir » déclare-t-elle.
Elle est une photographe complète. On ne peut pas la placer dans un genre de photographie. Elle travaille dans des secteurs variés : passionnée de musique, elle fixe les visages de grands noms de la musique (Igor Stravinsky, Benjamin Britten, Pablo Casals, Stan Getz…) mais aussi ceux de la littérature et de l’art (Fernand Léger, F. Scott Fitzgerald, Jean Pougny, Alberto Giacometti et Annette Giacometti, Robert Rauschenberg, Jan Voss, Jean Dubuffet, Françoise Sagan…), du cinéma (Jeanne Moreau), de la mode (Coco Chanel). Elle collabore également à plusieurs revues et journaux connus en Amérique et en Europe pour des commandes publicitaires et de presse (Vogue, Paris Match, Life, Time Magazine, Town and Country, Holiday, Newsweek, etc.). Enfin, elle parcourt le monde en tant que photojournaliste et en rapporte de nombreux clichés[réf. nécessaire].

### L’agence Rapho
À partir de 1950, elle est représentée par l’Agence Rapho, première agence de presse française diffusant entre autres le travail de Willy Ronis et de Robert Doisneau, qui lui propose d’entrer dans l’agence après une rencontre dans le bureau du directeur de Vogue. Elle se lie d’amitié avec des personnalités du milieu artistique comme Jean Cocteau, Maurice Utrillo, Georges Rouault et Jacques Henri Lartigue[réf. nécessaire].
Le fait qu’elle soit l’une des rares femmes de l’univers de la photographie à l’époque n’est pas un problème. Pour le photojournaliste Hans Silvester, qui a travaillé avec elle sur les peuples de l’Omo (Éthiopie), : « Bien qu'elle soit dans un milieu très masculin, elle a vraiment réussi à se faire accepter immédiatement, à s'imposer comme ce qu'elle est depuis : une très grande photographe que j'estime et admire ».
En 1955, Edward Steichen choisit plusieurs de ses photographies pour l’exposition The Family of Man au Museum of Modern Art de New York.
En 1957, Sabine Weiss réalise une série de photographies du peintre Kees van Dongen, qu’elle découvre avec son mari, et sur un coup de cœur achète un petit cabanon avec vue sur les ruines du château de Grimaud en Provence. Ils agrandissent la maison en 1969 et y viennent régulièrement en famille jusqu’à la mort de son mari en 2007.
En 1995, elle est naturalisée française.
En 1983, elle obtient une bourse du ministère des Affaires culturelles françaises et réalise une Étude sur les Coptes d’Égypte. Le même ministère lui délivre en 1992 une autre bourse lui permettant de réaliser une Étude sur la Réunion.
Elle publie une quarantaine d’ouvrages dont 100 photos de Sabine Weiss pour la liberté de la presse par Reporters sans frontières en 2007.
En 2017, Sabine Weiss fait don de l’ensemble de ses archives, riches de 200 000 négatifs, 7 000 planches-contact, environ 2 700 tirages vintage et 2 000 tardifs, 3 500 tirages de travail et 2 000 diapositives au musée de l'Élysée, à Lausanne,. Ses photographies, aujourd’hui tirées par Guillaume Geneste, sont diffusées par l’agence Gamma-Rapho.
Une rétrospective de l'œuvre de Sabine Weiss est présentée aux Rencontres de la photographie d'Arles en 2021.
« Dernière représentante du courant de la photographie humaniste français », Sabine Weiss meurt le 28 décembre 2021 à son domicile à Paris, 29 boulevard Murat,,. Elle y est crématisée, au Père-Lachaise, le 10 janvier 2022, en présence de la ministre de la Culture Roselyne Bachelot. Ses cendres sont ensuite dispersées dans le jardin du souvenir du cimetière, au même titre que son époux.

## Analyse de l’œuvre
Son travail personnel est attaché à la vie dans son quotidien, aux émotions et aux gens. Il mêle habilement poésie et observation sociale, c’est pour cette raison que l’on rattache son œuvre au courant de la photographie humaniste : « lumière, geste, regard, mouvement, silence, repos, rigueur, détente, je voudrais tout incorporer dans cet instant pour que s'exprime avec un minimum de moyen l'essentiel de l'homme. ». « Mes photos (…) expriment un certain amour que j'ai pour la vie. ». C'est un témoignage à montrer.
Sabine Weiss, comme le photographe Bernard Plossu, récuse le statut d’artiste. Son but est de témoigner plutôt que de créer : « Je témoignais, je pensais qu'une photo forte devait nous raconter une particularité de la condition humaine. J'ai toujours senti le besoin de dénoncer avec mes photos, les injustices que l'on rencontre ». « Je n'aime pas les choses très éclatantes mais plutôt la sobriété… il ne s'agit pas d'aimer bien, il faut être ému. L'amour des gens, c'est beau. C'est grave, il y a une profondeur terrible. Il faut dépasser l'anecdote, dégager le calice, le recueillement. Je photographie pour conserver l'éphémère, fixer le hasard, garder en image ce qui va disparaître : gestes, attitudes, objets qui sont des témoignages de notre passage. L'appareil les ramasse, les fige au moment même où ils disparaissent. ». Ce qu'elle préfère ce sont les photographies faites pour le plaisir pendant son temps libre.
La photographe utilise essentiellement le noir et blanc en axant sa recherche sur un cadrage précis, une certaine qualité de lumière, des ambiances. « Je n'attends jamais, je fais de la photographie spontanée ». Elle aime travailler la composition de ses photographies. Au besoin, elle n'hésite pas à recadrer. Son œil de photographie a été éduqué par les peintures. Elle fait de la photographie un art de vivre, en arpentant les rues de Paris, souvent la nuit, pour trouver des sujets variés mais toujours proche de l’homme dans ses moments universels : scènes de rue, solitudes, enfants, croyances, figures humaines dans le brouillard, fugacité d’une émotion. On retrouve dans sa production beaucoup d’enfants, de vieillards, de sourires de stars, tous reliés par une caractéristique commune de spontanéité et simplicité : « J'aime beaucoup ce dialogue constant entre moi, mon appareil et mon sujet, ce qui me différencie de certains autres photographes qui ne cherchent pas ce dialogue et qui préfèrent se distancier de leur sujet. ».
Robert Doisneau dit à propos des photographies de Weiss : « Les scènes, en apparence inoffensives, ont été inscrites avec une volontaire malice juste à ce moment précis de déséquilibre où ce qui est communément admis se trouve remis en question. ».

## Publications

### Années 1960
- Catherine Valogne, J'aime le théâtre, Lausanne, Editions Rencontre, 1962, 301 p.

### Années 1970
- Sabine Weiss, En passant, Contrejour, 1978 (ISBN 978-2-85949-012-6)

### Années 1980
- Sabine Weiss, Clément Lépidis et Annie Lorenzo (photogr. Sabine Weiss), Marchés et foires, A.C.E, 1982, 122 p. (EAN 9782866640064)

- Sabine Weiss, Intimes convictions, Contrejour, 1989 (ISBN 978-2-85949-091-1)

### Années 1990
- Marc Le Bot et Sabine Weiss, Hadad, Cercle d'art, 1992 (ISBN 978-2-7022-0322-4)

- Sabine Weiss et Jérôme Serri, Vu à Pontoise, Ville de Pontoise, 1992 (ISBN 978-2-905199-31-7)

- Sabine Weiss (photogr. Sabine Weiss), Sabine Weiss: A L'Ile de la Reunion, Galerie Vincent & Residence Mengin-Lecreulx, 1995, 56 p.

- Sabine Weiss, Bulgarie, Editions Fata Morgana, 1996

- Sabine Weiss et André du Bouchet (photogr. Sabine Weiss), Poussière sculptée, Editions Fata Morgana, 1997, 24 p.

- Sabine Weiss et Marie Nimier, Des enfants, Hazan, 1997 (ISBN 978-2-85025-574-8)

### Années 2000
- Sabine Weiss et Elisabeth Guimard, Poussettes, charrettes et roulettes, 2000, 80 p. (ISBN 978-2951365919)

- Sabine Weiss et Julien Gracq (photogr. Sabine Weiss), Plénièrement, Fata Morgana, 24 p.

- Sabine Musée de l'Hôtel-Dieu-Maximilien Luce et Gabriel Bauret, Musiciens des villes et des campagnes, Filigranes éd. Musée de l'Hôtel-Dieu Ville de Mantes-la-Jolie, 2006 (ISBN 978-2-35046-074-1)

- Claudia de' Medici: eine italienische Prinzessin als Landesfürstin von Tirol (1604 - 1648), Tyrolia-Verl, 2004 (ISBN 978-3-7022-2615-2)

- (en) Sabine Weiss, Marion Weiss, Hugh Weiss et Marcel Vieugels, See and Feel, ABP Public Affaires, 2007, 432 p.

### Années 2010
- « Masques et Rites, Burkina Faso », Trou, no 20, 2010.
- L'Œil intime, Presses de e-Center, 2011  (ISBN 978-2-35130-056-5).
- L'Œil intime, Impression Escourbiac, nouvelle édition octobre 2014 (ISBN 978-2-95493-890-5).
- Sabine Weiss, préface de Marta Gili, texte de Virginie Chardin, co-édition Jeu de Paume / La Martinière, juin 2016.

### Années 2020
- Émotions, texte de Marie Desplechin, Éditions de La Martinière, octobre 2020 (ISBN 2732495891).
- Virginie Chardin, Sabine Weiss, coll. « Photo Poche » no 166, Arles, Actes Sud, 144 p. (ISBN 9782330150198).
- (en + it) Sabine Weiss The Poetry of the Instant, Marsilio Arte, 2022, 200 p. (ISBN 979-1254630242)

## Expositions

### Années 1950
- 1953 : New York, Museum of Modern Art, « Post War European Photography », exposition collective[15],[16].
- 1954 : Art Institute of Chicago.
- 1954 : Bard College, Walker Art Center, Minneapolis.
- 1954 : Limelight Gallery, New York.
- 1954 : Nebraska Art Center, Lincoln.
- 1954 : « Subjective Fotografie 1 & 2 » d’Otto Steinert, exposition collective, Allemagne.
- 1955 : Edward Steichen choisit trois de ses photographies pour l'exposition collective « The Family of Man » au Museum of Modern Art, New York.

### Années 1960
- 1963 : exposition collective « Femmes Photographes », Studio 28, Paris.
- 1967 : exposition collective « Regards sur la Terre des Hommes » , Montréal.

### Années 1970
- 1978 : Centre culturel Noroit, Arras.
- 1978 : Centre culturel de Châtillon.
- 1978 : exposition itinérante organisée par l'ACMAE.

### Années 1980
- 1980 : galerie Viviane Esders, Paris.
- 1980 : galerie Municipale de Lannion.
- 1981 : musée de la Photographie, Oslo.
- 1981 : musée Nicéphore-Niépce, Chalon-sur-Saône.
- 1982 : Catskill Center, New York.
- 1984 : galerie Contretype, Bruxelles.
- 1984 : festival d'Avoriaz.
- 1984 : galerie municipale de Vitry-sur-Seine.
- 1984 : expositions internationales[Lesquelles ?].
- 1985 : Galeries Fnac, « Les Enfants », France et Belgique (1985-1993).
- 1985 : Nouveau Théâtre de Belfort.
- 1985 : galerie du Château d'Eau, Toulouse.
- 1985 : festival de Montpellier.
- 1985 : exposition à Amsterdam.
- 1986 : exposition collective « Alberto Giacometti », Kunsthaus, Zurich.
- 1986 : « Les habitants du Val de Marne », commande du FDAC, Créteil.
- 1987 : musée municipal de Grignan.
- 1987 : musée de l'Élysée, Lausanne.
- 1987 : Lieu d'art et action contemporaine de Dunkerque.
- 1988 : Fondation Kant, Mérignac.
- 1988 : FARE, Flayosc.
- 1988 : CRAC de Jarny.
- 1988 : CRAC de Vandœuvres, Nancy.
- 1988 : exposition collective « Le Baiser », Comptoir de la photographie, Paris.
- 1989 : CAC d'Annecy.
- 1989 : Fondation nationale de la photographie, Lyon.
- 1989 : Vision Gallery, San Francisco.

### Années 1990
- 1991 : Centre culturel de Cholet.
- 1991 : exposition collective « Alberto Giacometti », Centre culturel suisse, Paris.
- 1991 : exposition collective « Fès, ville des Photographes », Institut du monde arabe, Paris.
- 1991 : exposition collective « Portugal », musée de la Photographie de Charleroi.
- 1992 : médiathèque de Tourcoing.
- 1992 : exposition collective « Portrait d'une capitale » , musée Carnavalet, Paris.
- 1992 : exposition à Solignac.
- 1992 : « Festival de l'Image », Le Mans.
- 1992 : musée Arthur Batut, La Bruguière.
- 1992 : château des Marmousets, La Queue-en-Brie.
- 1992 : musée Tavet-Delacour, Pontoise.
- 1993 : Forum de l'Image, Blagnac.
- 1993 : exposition collective « André Breton », Centre Georges-Pompidou, Paris.
- 1993 : exposition collective « Chroniques contemporaines », hôtel des Invalides, Paris.
- 1993 : « Alberto Giacometti », Malmö.
- 1993 : « Miré », galerie Eude, Barcelone.
- 1993 : exposition collective « Chroniques contemporaines », Saint-Ouen-l'Aumône.
- 1993 : prieuré Notre-Dame de Vitré.
- 1993 : Howard Greenberg Gallery, New York.
- 1993 : Salle Grenette, Lapalisse.
- 1993 : exposition collective « Invitation au Voyage », Naples.
- 1993 : « Nous », avec Hugh Weiss, galerie du Centre, Paris.
- 1993 : Galerie Fnac, Cergy-Pontoise.
- 1994 : Port Washington, New York.
- 1994 : exposition collective « Autour du Monde », galerie Contrejour, Paris.
- 1994 : exposition collective « La Ville, la Nuit », Centre Georges-Pompidou, Paris.
- 1994 : exposition collective « Autour du banc », Le Kremlin-Bicêtre.
- 1994 : exposition collective « Portrait of my Mother », Londres.
- 1994 : lycée François Villon, Paris.
- 1994 : exposition collective « Portraits d'un Portrait », Bâle.
- 1994 : exposition collective « Invitation au Voyage », abbaye de Montmajour.
- 1994 : exposition collective « Le Baiser », New York, Santa Monica, Tokyo.
- 1995 : « Décibels », exposition avec Édouard Boubat, faculté Dauphine, Paris.
- 1995 : « La Réunion », avec Guy Le Querrec et Sebastião Salgado, exposition itinérante en Allemagne.
- 1995 : « La Bulgarie », Bibliothèque nationale Cyrille et Méthode, Sofia.
- 1995 : « Les Femmes », musée Omar Rayo, Roldanillo.
- 1995 : « Visages de la passion religieuse », Visa pour l'Image, Perpignan.
- 1995 : « La Bulgarie », Maison des Photographes, Plovdiv.
- 1996 : « Île de la Réunion », Nice.
- 1996 : « Expression religieuse », Fès.
- 1996 : « Regard intime », Montalcino.
- 1996 : « Lumière et Tendresse », Espace photographique de Paris.
- 1997 : « Portraits d'artistes », Centre culturel de Limoges.
- 1997 : « En passant », Brive-la-Gaillarde.
- 1997 : « Les Droits de l'Homme », Saint-Benoît.
- 1997 : exposition collective « De l'autre côté du miroir », Paris.
- 1997 : « La Réunion », avec Guy Le Querrec et Sebastião Salgado, exposition itinérante à Londres et Moscou.
- 1997 :, « Gérard Bignolais, sculpteur », Frênes.
- 1998 : expositions à Tokyo et Kizoku.
- 1998 : « Île de la Réunion », Cergy.
- 1998 : « En passant », Saint-Céré et Cherbourg.
- 1998 : exposition collective au musée du Montparnasse, Paris.
- 1998 : exposition collective « À la Bastille », Picto, Paris.
- 1998 : exposition collective « La Route océane », Lisbonne.
- 1998 : exposition au LAC Saint-Pierre de la Réunion.
- 1999 : exposition collective « Les Amis de Doisneau », château d'Oyez, Aurillac.
- 1999 : exposition collective « Rencontres Photographiques », mairie du 18e arrondissement de Paris.

### Années 2000
- 2000 : exposition collective « 2000 Œuvres pour l'an 2000 », galerie Lefor Openo, Paris.
- 2000 : exposition collective, galerie Laurent Herschritt, Paris.
- 2000 : « Les Hommes et leurs croyances » , Maison de Descartes, Amsterdam.
- 2000 : « Portraits d'artistes », galerie Lefor Openo, Paris.
- 2000 : « Poussettes, charrettes et roulettes », musée français de la Photographie, Bièvres.
- 2000 : exposition collective, musée du Montparnasse, Paris.
- 2001 : « Rétrospective », villa Aurélienne, Fréjus.
- 2001 : « Portraits d'artistes », galerie Quintessens, Utrecht.
- 2001 : « Les Hommes et leurs croyances », citadelle de Corte.
- 2001 : « Vintages », galerie Herschtritt, Paris.
- 2001 : exposition collective « Hommage à Alberto Giacometti », mairie du 14e arrondissement de Paris.
- 2002 : « Rétrospective », LARC, Le Creusot.
- 2002 : « Les Hommes et leurs croyances », festival Transphotographiques, église Saint-Maurice, Lille.
- 2002 : « Portraits d'Artistes », galerie Solstices, Lille.
- 2002 : « Les années 50 », vintages, Klotz-Simon Gallery, New York.
- 2002 : « Portraits d'Artistes », Villeneuve-sur-Lot.
- 2002 : « Des Enfants », mairie du Blanc-Mesnil.
- 2002 : exposition collective « Des hommes dans la ville », musée d'art moderne André-Malraux, Le Havre.
- 2002 : exposition collective « Lyudmilla » - Collection Imaginaire, galerie Vanessa Quang, 31, rue Saint-Roch, Paris, du 5 octobre au 4 novembre 2002[17].
- 2002 : Congrès du GNPP à Biarritz (Groupement national de la photographie professionnelle - Fédération française de la photographie et des métiers de l'image), conférences animées par Sabine Weiss.
- 2002 : « Ronis, Doisneau, Weiss, les amoureux », Argentan, Bibliothèque nationale de France, musée d'Art moderne de Paris, Centre Georges-Pompidou, Paris.
- 2003 : « Les Hommes et leurs croyances », musée d'Allauch.
- 2003 : « Portraits d'Artistes », Salle du Carmel, Tarbes.
- 2003 : « Portraits d'Artistes », Espace 1789, Saint-Ouen.
- 2003 : « Des Enfants », festival de Coudekerque.
- 2003 : Centre Georges-Pompidou, Paris.
- 2008 : exposition rétrospective, Maison européenne de la photographie, Paris.
- 2008 : Rencontres d'Arles[18].
- 2008 : Maison des Arts, Antony.
- 2009 : galerie Le Garage, Orléans.

### Années 2010
- 2010 : « Poussettes, charrettes et roulettes », avec Stéphanie Tétu, Espace culturel du Lavandou.
- 2013 : médiathèque Valais, Martigny.
- 2014 : exposition de 70 photographies des habitants du Val-de-Marne, château des Marmousets, La Queue-en-Brie.
- 2014 : rétrospective « Chère Sabine », Salon de la photo, Paris Expo, porte de Versailles.
- 2015 : « Déclics - 9 photographes en hommage à Sabine Weiss », Maison européenne de la photographie, Paris[19].
- 2015 : Cour des Boecklin, Bischheim.
- 2016 : exposition organisée par le Jeu de Paume, château de Tours, Tours.
- 2016 : galerie Les Douches, Paris.
- 2016 : Museum im Bellpark, Kriens, Suisse.
- 2017 : « En passant », médiathèque de Saint-Raphaël.
- 2018 : « En toute intimité », galerie Le Garage, Orléans.
- 2018 : « Une vie de photographie », collégiale Saint-Pierre Le Puellier, Orléans.
- 2018 : « Les voyages de Sabine Weiss », parc du Poutyl, Olivet.
- 2018 : « Les villes, la rue, l’autre », jusqu'au 15 octobre 2018, Centre national d'art et de culture Georges-Pompidou, Paris.

### Années 2020
- 2021 : « Sabine Weiss, une vie de photographe », Rencontres d’Arles[3].
- 2021 : « Hugh et Sabine Weiss - En symbiose », galerie Jean Montchougny, Nevers[20].
- 2022 : « La poésie du regard », hommage à Sabine Weiss par sa fille Marion, du 27 janvier au 12 février, Les Douches de la Galerie, Paris.
- 2022 : « Sabine Weiss. La poesia dell'istante », Casa dei Tre Oci, Venise, du 11 mars au 23 octobre 2022[21]
- 2022 :  « La poesia dell’istante », Palazzo Ducale, Gênes, du 18 novembre 2022 au 12 mars 2023[22]

## Distinctions
- Chevalière de l'ordre des Arts et des Lettres (1987).
- Officière de l'ordre des Arts et des Lettres (1999).
- Chevalier de l'ordre national du Mérite (2010)[23]
- Chevalière de la Légion d'honneur (2010, décoration remise par le ministre de la Culture, Frédéric Mitterrand).

## Récompenses
- 2020 : prix Women In Motion pour la photographie[24] pour l'ensemble de sa carrière[25].

### Émissions télévisées, documentaires et vidéographie
- 1965 : Chambre noire, d’Albert Plécy et Michel Tournier.
- 1994 : Mille Bravos, de Christine Bravo sur France 2.
- 1997 : Regards croisés, avec Claude Villers sur France 3.
- 2011 : Sabine Weiss, une vie de photographe, documentaire de Franck Landron, Les Films en Hiver, 52 min[voir en ligne]
- 2014 : Mon métier de photographe, vidéo de Stéphanie Grosjean, présentée par le Salon de la photographie à Paris pour l’exposition rétrospective « Chère Sabine ».
- 2017 : Les 1001 vies de Sabine Weiss, de Jean-Baptiste Roumens, musée de l'Élysée, 12 juin 2017 (en ligne sur elysee.ch).
- 2022 : Le siècle de Sabine Weiss, film de Camille Ménager, produit par Brotherfilms, Alice Mansion et Emmanuel François, avec la participation de France Télévisions. Diffusé sur France 5 le vendredi 3 février à 22h 45 et le jeudi 23 février à 12h. Disponible en replay sur le site de France 5 jusqu'au 5 juillet 2023.

### Émissions radiophoniques et podcast
- Sabine Weiss, "folle" d'histoire, un épisode de la série Fou d'histoire, de l’émission Le cours de l’histoire sur France Culture, 24 septembre 2021 et 4 février 2022, (en ligne sur franceculture.fr).
- Amaury Chardeau, « Sabine Weiss photographe humaniste », À voix nue, France Culture, 5 épisodes de 29 min, 2015 (en ligne sur franceculture.fr).
- Vincent Josse, « Dans l’atelier de la photographe Sabine Weiss », France Inter, 29 novembre 2020 (en ligne sur franceculture.fr).